# Calvisia semihilaris
Calvisia semihilaris är en insektsart som beskrevs av Ludwig Redtenbacher 1908. Calvisia semihilaris ingår i släktet Calvisia och familjen Diapheromeridae. Inga underarter finns listade.